# Wolf R. Dombrowsky
Wolf Rüdiger Dombrowsky (* 23. Oktober 1948 in Thum) ist ein deutscher Soziologe mit dem Schwerpunkt Katastrophensoziologie.
Nach dem Abitur 1969, dem Studium der Volkswirtschaftslehre, Soziologie und Geschichte an den Universitäten Kiel und Bielefeld (dort 1976 Dipl.-Soziologe), und seiner Lehrtätigkeit an den Berufsschulen Cuxhaven und Osterholz-Scharmbeck sowie der Hochschule für Sozialpädagogik und Sozialökonomie Bremen, arbeitete er als Forschungsassistent an der Katastrophenforschungsstelle des Instituts für Soziologie der Universität Kiel, deren Stellvertretender Leiter er 1987 und deren Leiter er 2002 wurde. 1988 folgte die Promotion zum Dr. rer. soc. an der Universität Bielefeld (Katastrophe und Katastrophenschutz), 2006 die Ernennung zum Honorarprofessor an der ehemaligen Fachhochschule im Deutschen Roten Kreuz. 2009 wechselte Dombrowsky als Professor an die Steinbeis-Hochschule Berlin.
Seine Arbeitsfelder umfassen Forschung, Lehre, Training, Fortbildung, wissenschaftliche Beratung und Consulting.
Dombrowsky wurde in beratende Gremien berufen, darunter 
- seit 1986 in das International Committee on Disaster Research der International Sociological Association (1990–1994 First Vice President)
- seit 1994 in das Comité Scientifique du Groupement de Recherche sur les Risques Majeurs et les Crises Post-Accidentelles, Grenoble
- seit 1999 in die Strahlenschutzkommission beim Bundesministerium für Umwelt, Naturschutz und Reaktorsicherheit
- seit 2003 in die Schutzkommission beim Bundesministerium des Innern, seit 2010 als Stellvertretender Vorsitzender

## Veröffentlichungen (Auswahl)
- (mit Lars Clausen): Einführung in die Soziologie der Katastrophen. Osang, Bonn 1983, ISBN 3-7894-0090-4.
- (mit Lars Clausen): "Zur Hilfe bereit..." Motivationsstrukturen im Katastrophenschutz. Bundesamt für Zivilschutz, Bonn 1987.

- Katastrophe und Katastrophenschutz. Eine soziologische Analyse. Deutscher Universitätsverlag, Wiesbaden 1989, ISBN 978-3-663-05412-2.
- (mit Lars Clausen): Zur Akzeptanz staatlicher Informationspolitik bei technischen Großunfällen und Katastrophen (= Zivilschutzforschung, N.F., Bd. 1). Bundesamt für Zivilschutz, Bonn 1990.
- Computereinsatz im Zivil- und Katastrophenschutz (= Zivilschutzforschung, N.F., Bd. 4). Bundesamt für Zivilschutz, Bonn 1991.
- Bürgerkonzeptionierter Zivil- und Katastrophenschutz. Das Konzept einer Planungszelle Zivil- und Katastrophenschutz (= Zivilschutzforschung, N.F., Bd. 10). Bundesamt für Zivilschutz, Bonn 1992.
- (Mitautor): Deutsche Regelsysteme. Vernetzungen und Integrationsdefizite bei der Erstellung des öffentlichen Gutes Zivil- und Katastrophenschutz in Europa (= Zivilschutzforschung, N.F., Bd. 18). Bundesamt für Zivilschutz, Bonn 1995.
- Nach der Katastrophe: Gegafft und nichts gesehen, geholfen und nichts heil? Zur praktischen Ethik extremen Verhaltens. In: Zeitschrift für medizinische Ethik, Bd. 47 (2001), S. 153–164.
- (Mitautor): Erstellung eines Schutzdatenatlasses (= Zivilschutzforschung, N.F., Bd. 51).  Bundesverwaltungsamt, Zentralstelle für Zivilschutz, Bonn 2003.